# Попытка самоубийства Петра Чайковского

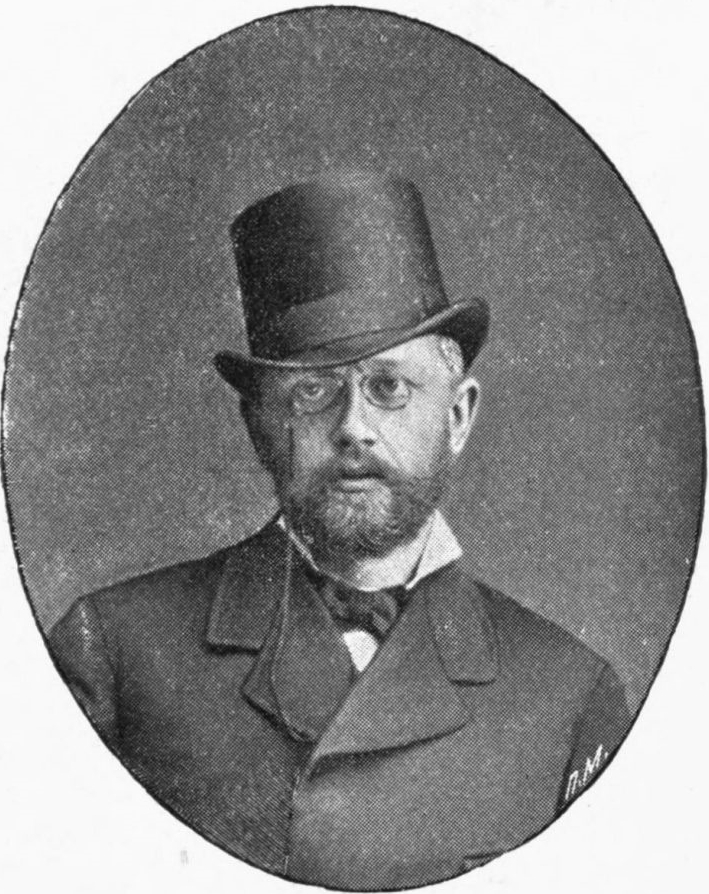
Неизвестный фотограф. Пётр Ильич Чайковский, 1877

Ряд исследователей на основе воспоминаний профессора Московской консерватории Николая Кашкина предполагают, что в 1877 году Пётр Ильич Чайковский совершил неудачную попытку самоубийства, и относят её к пребыванию композитора в Москве между 11 сентября (23 сентября) и 24 сентября (6 октября) 1877 года. Он зашёл в холодную воду Москвы-реки с твёрдым намерением заболеть тяжёлой простудой или воспалением лёгких. Обстоятельства этого события излагаются в воспоминаниях коллеги и друга композитора Николая Кашкина, которые были написаны вскоре после смерти композитора. Публикация их журнального варианта в издании «Русское обозрение» началась в сентябре 1894 и завершилась в декабре 1895 года (выпуски 29—36). В 1920 году в сборнике «Прошлое русской музыки. Материалы и исследования» была опубликована статья Николая Кашкина «Из воспоминаний о П. И. Чайковском». В ней он подробно описывал обстоятельства, при которых Чайковский сам, по утверждению Кашкина, рассказал об обстоятельствах неудачной попытки самоубийства.
Принято считать, что попытка самоубийства Чайковского могла быть связана с незадолго до этого состоявшейся женитьбой композитора на Антонине Милюковой, углубившей духовный кризис, в котором пребывал композитор в это время. Целый ряд советских музыковедов и современных исследователей творчества и биографии Чайковского отрицали факт попытки самоубийства, но многие из них согласны с тем, что композитор размышлял в 1877 году о такой возможности и поэтому чрезвычайно ярко отразил тему смерти в произведениях, созданных в это время.
Рассказ Кашкина привлёк внимание нескольких публицистов. Сцена неудачной попытки самоубийства композитора присутствует в двухсерийном художественном фильме «Чайковский», поставленном советским режиссёром Игорем Таланкиным в 1969 году, и в фильме британского режиссёра Кена Рассела «Любители музыки» (англ. «The Music Lovers», 1971).

## Обстоятельства неудачной попытки самоубийства в описании Николая Кашкина

### Николай Кашкин и Чайковский

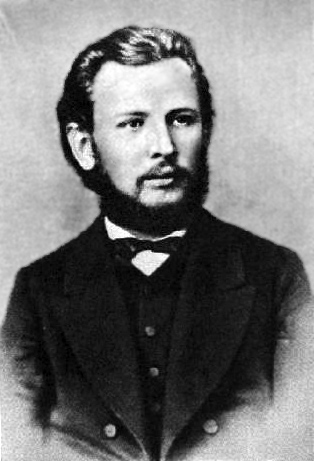
Николай Кашкин (дата фотографии неизвестна)

В 1860—1870 годы Николай Кашкин регулярно посещал заседания московского кружка музыкантов во главе с Николаем Рубинштейном. В его состав входили преподаватели музыкальных классов Московского отделения Российского музыкального общества, а затем — образованной на их основе в 1866 году Московской консерватории. На заседаниях часто исполнялись и обсуждались произведения Чайковского. Несколько лет посредником в заочном общении между Кашкиным и композитором, проживавшим в Санкт-Петербурге, был близкий друг обоих Герман Ларош, учившийся в первой половине 1860-х годов в Петербургской консерватории. Именно Николай Кашкин стал инициатором приглашения Чайковского на преподавательскую работу в классах теории музыки в Москве. Личное знакомство Кашкина и Чайковского произошло в январе 1866 года после приезда композитора в Москву.
В период проживания композитора в Москве Кашкин и Чайковский постоянно встречались на занятиях в Московской консерватории, на вечерах в «Артистическом кружке», на заседаниях кружка преподавателей консерватории, часто они играли в четыре руки переложения симфонических произведений. При затруднениях, возникавших в ходе работы в консерватории, Чайковский обычно обращался не к Рубинштейну, на квартире у которого он жил, а к Кашкину. После отъезда композитора из Москвы в 1877 году Кашкин и Чайковский переписывались, но встречи их перестали быть регулярными. Тем не менее, Кашкин утверждал: «короткость наших отношений позволяла нам понимать друг друга с полуслова», а композитор высоко ценил дружбу с ним. Брат Чайковского Модест писал, что чаще всего в Майданово к композитору приезжали Ларош и Кашкин. Два месяца провёл Кашкин в усадьбе композитора Фроловское летом 1890 года.
Чайковский посвящал друга в свои творческие планы, подробности своей работы над произведениями, в отдельных случаях просил совета. По просьбе Чайковского Кашкин сделал переложение «Лебединого озера» для фортепиано, а затем вместе с композитором работал над его проверкой и коррективами для облегчения исполнения. Общение двух музыкальных деятелей выходило за пределы профессиональной сферы. Во время встреч они обсуждали произведения русской литературы, публикации в толстых журналах, связанные с «русским умственным движением», посещали спектакли Малого театра.

### Воспоминания Кашкина о композиторе
Среди современников Чайковского только профессор Московской консерватории Николай Кашкин утверждал, что композитор пытался в 1877 году покончить с собой. В очень кратком виде он описывал обстоятельства самоубийства в книге «Воспоминания о П. И. Чайковском». Эта книга стала первой подробной биографией композитора, изданной на русском языке. «Воспоминания о П. И. Чайковском» были написаны вскоре после его смерти. Публикация их журнального варианта в издании «Русское обозрение» началась в сентябре 1894 и завершилась в декабре 1895 года (выпуски 29—36). В 1896 году вышло в свет издание воспоминаний Кашкина Петром Юргенсоном в виде отдельной книги. В 1954 году было опубликовано переиздание книги, небольшие сокращения, предпринятые издателями текста, по их утверждению, не затронули событий 1877 года. 

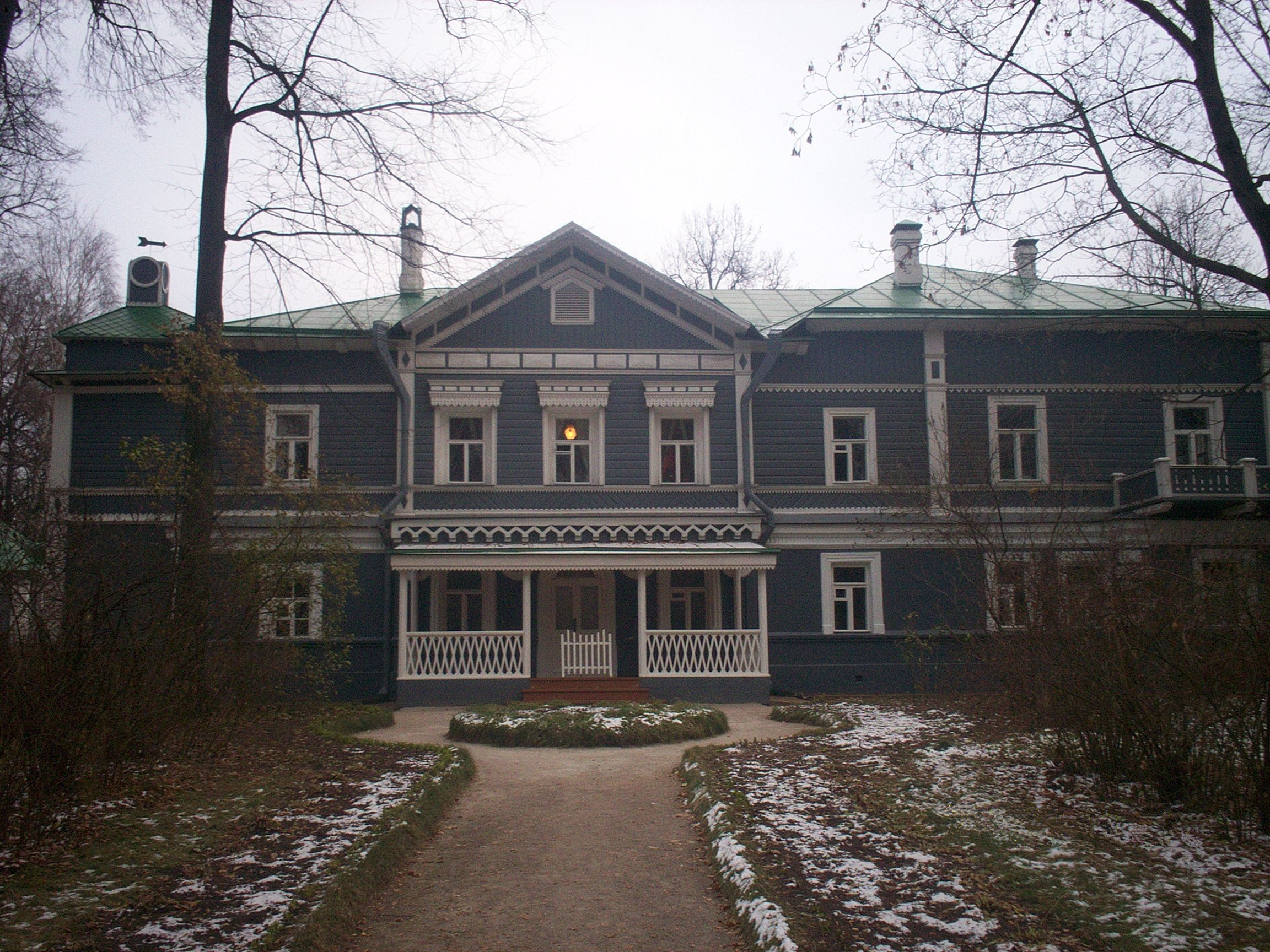
Дом П. И. Чайковского в Клину, главный вход, 2007

После Октябрьской революции Кашкин «примкнул к революционно настроенной интеллигенции …глубоко верил в нарождающийся новый… советский строй…». Он продолжал музыкально-литературную работу, но созданные им статьи в то время не были опубликованы. В 1919 году он неожиданно получил от Музыкального отдела Народного комиссариата просвещения РСФСР предложение об издании статей, созданных в последние годы.
В 1920 году в сборнике «Прошлое русской музыки. Материалы и исследования» была опубликована статья Николая Кашкина «Из воспоминаний о П. И. Чайковском». Академик Академии наук СССР, один из основоположников советского музыковедения Борис Асафьев (под псевдонимом Игорь Глебов) во вступительной статье к сборнику выражал благодарность автору за предоставленные им воспоминания и даже противопоставлял их воспоминаниям Модеста Чайковского, по его мнению, — описанию «несколько устаревшему» и «близорукому». Воспоминания Кашкина, опубликованные в сборнике, представляли собой, по словам Астафьева, рассказ «о крайне важном и наиболее затемнённом событии из жизни композитора — о его женитьбе».
В самом начале своего повествования Кашкин сообщал читателям, что в дореволюционном издании своих воспоминаний он, «по различным соображениям, о которых нет надобности говорить», вынужден был максимально кратко изложить этот эпизод, который имел судьбоносное значение для дальнейшей биографии и творчества композитора. Кашкин утверждал, что его новая статья основана на воспоминаниях самого Чайковского. Они, по словам профессора, представляли собой «связный последовательный рассказ», который он услышал «без какой-либо инициативы со своей стороны».
Кашкин не указывал точную дату, когда он услышал рассказ, но сообщал, что дело происходило в Клину в доме композитора, куда он приезжал обычно на «Страстную и Святую неделю». Беседа состоялась после прогулки, когда Чайковский и его спутник вернулись в дом. Было ещё не поздно, но уже начало темнеть. Оба сидели за круглым столом молча. Чайковский некоторое время просматривал письма, а Кашкин — газеты. Композитор предложил ему прочитать письмо от Антонины Милюковой, а затем начал рассказ о своей неудачной попытке самоубийства.

Мы сидели некоторое время молча. Мрак в комнате сгустился настолько, что лицо моего собеседника виднелось мне не совсем ясно. Без какого-либо вступления Чайковский каким-то ровным, как бы упавшим голосом, совершенно неожиданно начал рассказ и вёл его, всё время не меняя тона, как бы выполняя что-то обязательное…

Чайковский, как начал свой рассказ, так и вёл его до конца ровным голосом, почти не повышая интонации, но в то же время слышно было, что он волнуется очень сильно, и что эта ровность тона была результатом большого усилия сдержать себя и не давать воли нервам… Вероятно, порядочно долго, ибо совсем стемнело, и мы почти не видели под конец друг друга.
Николай Кашкин утверждал, что обмена репликами по поводу услышанного не было ни в этот день, ни когда бы то ни было позже. Оба они поужинали, а вечер провели за чтением или игрой в четыре руки. Автор воспоминаний настаивал, что братья композитора Модест и Анатолий получили информацию об этих событиях (в отличие от него самого) не от Чайковского, а от третьих лиц. Он утверждал, что воспроизводит рассказ Чайковского почти дословно и даже если что-то сократил в нём, то ни в коем случае ничего к нему не добавил. Именно поэтому, с его слов, Кашкин в данном фрагменте своих воспоминаний стал вести изложение от первого лица (от имени Чайковского) и основывается в своих воспоминаниях на записях, которые он сделал во время рассказа композитора.

### Рассказ композитора Кашкину о попытке самоубийства
11 сентября (23 сентября) 1877 года Чайковский вернулся в Москву из Каменки. Николай Кашкин считал, что попытка самоубийства не была результатом случайного стечения обстоятельств. Он писал в книге «Воспоминания о П. И. Чайковском», что мысль о самоубийстве появилась у Петра Ильича «ещё в Москве». По мнению Кашкина, композитор считал, что «смерть остаётся ему единственным выходом, но в то же время мысли о родных, о том, как бы их поразило его открытое самоубийство, заставляло его искать смерти как будто случайной». В книге воспоминаний о Чайковском он писал: «Позднее он рассказывал мне, что во время холодных сентябрьских ночей, когда начались уже заморозки, он, пользуясь темнотой, заходил у Каменного моста одетый в реку почти до пояса и оставался в воде, пока у него хватало твёрдости выносить ломоту от холода воды; но, вероятно, крайне возбуждённое состояние предохраняло его от смертельной простуды, и потому его попытка осталась совсем без результата для здоровья».

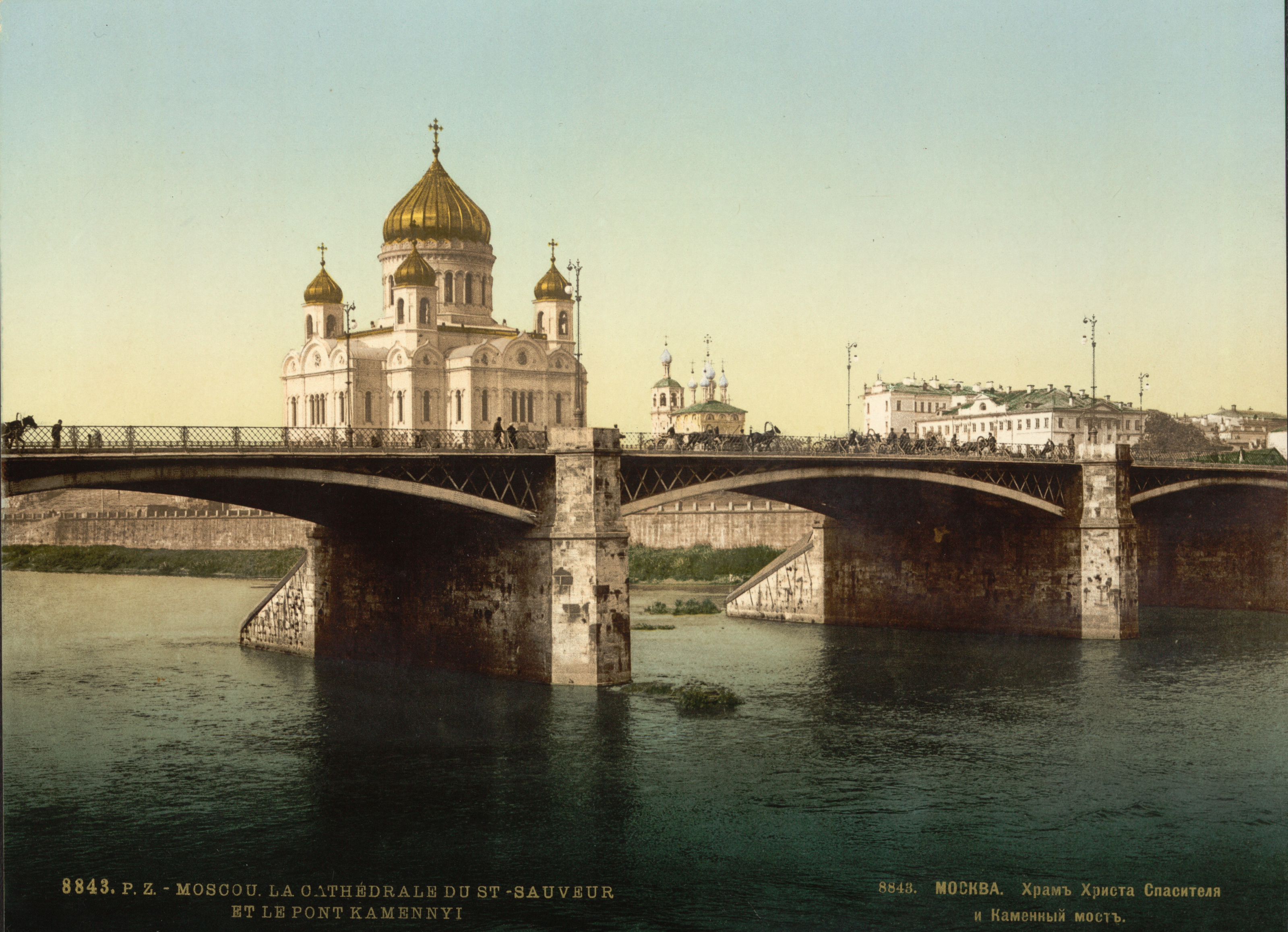
Большой Каменный мост в 1896—1897 годах. Изображение из отдела эстампов и фотографий Библиотеки Конгресса США, LC-DIG-ppmsc-03844

Кашкин писал, что о происходивших событиях никто из коллег, ни он сам в 1877 году не догадывался. Чайковский, как обычно, в сентябре вёл занятия в консерватории, хотя для него стали в это время характерными «сосредоточенная молчаливость» и желание избегать разговоров с коллегами. В конце сентября он явился «с каким-то искажённым лицом, сообщил, что его немедленно вызывает в Петербург Э. Ф. Направник, показал нам телеграмму и поспешно ушёл, ссылаясь на приготовления к отъезду. Через несколько дней мы узнали о его серьёзной болезни, а потом об отъезде на неопределённое время за границу».
Николай Кашкин утверждал, что сам композитор так рассказывал ему историю своего неудавшегося самоубийства, которую он изложил от его лица в статье «Из воспоминаний о П. И. Чайковском», опубликованной впервые в год смерти автора (1920) в сборнике «Прошлое русской музыки. Материалы и исследования»: «…в одну из таких ночей я пошёл на пустынный берег Москвы-реки, и мне пришла в голову мысль о возможности получить смертельную простуду. С этой целью, никем в темноте не видимый, я вошёл в воду почти по пояс и оставался так долго, как только мог выдержать ломоту в теле от холода. Я вышел из воды с твёрдой уверенностью, что мне не миновать смерти от воспаления или другой какой-либо простудной болезни, а дома рассказал, что принимал участие в ночной рыбной ловле и случайно упал в воду. Здоровье моё оказалось, однако, настолько крепким, что ледяная ванна прошла для меня без всяких последствий». Композитор, со слов Кашкина, признавался ему, что не предпринимал подобных попыток впоследствии.
Избранный им необычный способ самоубийства Чайковский якобы объяснял так: «было вполне естественно прийти к убеждению, что освободить меня может только смерть, ставшая для меня желанной мечтой, но я не мог решиться на явное, открытое самоубийство из боязни нанести слишком жестокий удар старику отцу, а также и братьям. Я стал думать о средствах исчезнуть менее заметно и как бы от естественной причины; одно такое средство я даже попробовал».

### Композитор, Модест Чайковский и Юрий Давыдов о событиях сентября 1877 года

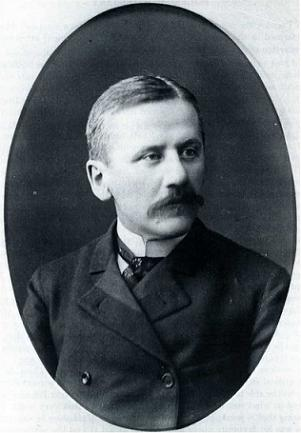
Модест Чайковский — брат композитора и его биограф

Совершенно по-другому излагаются события в воспоминаниях брата Чайковского Модеста: в 20-х числах сентября композитор заболел. 24 сентября (6 октября) 1877 года он, утверждая, что якобы получил телеграмму, требующую его немедленного присутствия в Санкт-Петербурге, покинул Москву «в состоянии близком к безумию». Он настолько изменился внешне, что брат — будущий сенатор и тайный советник Анатолий, пришедший его встречать на вокзал, — с трудом узнал композитора. Его привезли в ближайшую гостиницу «Дагмара», «где после сильнейшего нервного припадка он впал в бессознательное состояние, длившееся около двух недель» (в более поздних изданиях к этому фрагменту были примечания: «следует читать — около двух суток», этому сроку следуют некоторые исследователи). Когда Чайковский наконец пришёл в себя, доктора назвали единственным условием выздоровления полную перемену образа жизни. Композитор уехал за границу, и к началу октября Модест относил начало его медленного выздоровления.
Сам Чайковский писал в июле 1877 года в письме к своей покровительнице Надежде фон Мекк о собственном духовном состоянии и о возможности совершения самоубийства:

Я впал в глубокое отчаяние, тем более ужасное, что никого не было, кто бы мог поддержать и обнадёжить меня. Я стал страстно, жадно желать смерти. Смерть казалась мне единственным исходом, — но о насильственной смерти нечего и думать. Нужно Вам сказать, что я глубоко привязан к некоторым из моих родных, т. е. к сестре, к двум младшим братьям и к отцу. Я знаю, что, решившись на самоубийство, и приведши эту мысль в исполнение, я должен поразить смертельным ударом этих родных. Есть много и других людей, есть несколько дорогих друзей, любовь и дружба которых неразрывно привязывает меня к жизни. Кроме того, я имею слабость (если это можно назвать слабостью) любить жизнь, любить своё дело, любить свои будущие успехи. Наконец, я ещё не сказал всего того, что я могу и хочу сказать, прежде чем наступит пора переселиться в вечность.— Ирина Охалова. Пётр Ильич Чайковский
Племянник и близкий друг композитора Юрий Давыдов в книге «Записки о П. И. Чайковском», вышедшей в 1962 году, о событиях сентября 1877 года написал только загадочную фразу: «В жизни Петра Ильича эта женитьба обернулась внутренней катастрофой, от которой он чуть не погиб».

## Причины попытки самоубийства в представлении самого композитора и исследователей

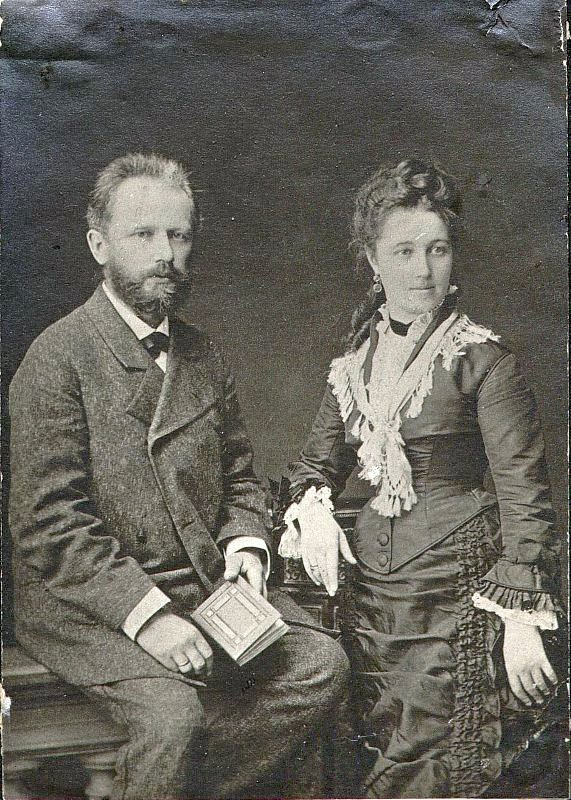
Иван Дьяговченко. Пётр Ильич Чайковский с его женой Антониной Ивановной Милюковой. 24 июля 1877, Москва

В 1889 году Пётр Ильич Чайковский составил автобиографию для бывшего коллеги композитора по Московской консерватории Отто Найтцеля, который разместил её в немецком издании Nord und Süd. В ней он рассказывал об уходе из консерватории в 1877 году, но умолчал об истории своей женитьбы, тяжёлом душевном кризисе и об отъезде по этой причине из Российской империи в Италию и Швейцарию. В этом документе Чайковский назвал три причины отхода от преподавания:
- отрицательное отношение к преподавательской деятельности[Прим 5], так как она отнимала время и силы от творчества;
- злоупотребление крепким алкоголем;
- переутомление оказало влияние на нервную систему, а это вызвало болезнь, которую сам композитор не называл.

Так я делил десять лет моей жизни, наперекор себе самому, между несением моих преподавательских обязанностей и любимым композиторским творчеством, которое заполняло всё моё остальное время. В конце концов это чёткое разделение [времени] перестало работать. Мои московские друзья, все вместе и каждый по отдельности, охотно употребляли крепкие напитки, и, поскольку меня самого всегда обуревала очевидная склонность к плодам виноградной лозы, я также вскоре [стал] принимать более чем допустимое участие в попойках, коих избегал до тех пор. Моя неутомимая деятельность, в сочетании с такими вакхическими развлечениями, не могла не оказать самого бедственного влияния на мою нервную систему: в 1877 году я заболел и был вынужден на какое-то время оставить мою должность в консерватории.— Полина Вайдман. Биографии Чайковского в отечественной музыкальной историографии XIX—XX веков
Обычно возможность попытки самоубийства Петра Ильича Чайковского исследователями ставится в связь с началом его совместной жизни с Антониной Милюковой. Валерий Соколов, подводя итог изучению истории брака предшествующими исследователями, писал, что характеристика супруги композитора обычно сводится к двум личностным чертам — «мещанство» «плюс сумасшествие» — и предположению двух причин заключения брака: «любовный шантаж» со стороны Милюковой (угроза самоубийства в случае отказа композитора) и «гипноз „Евгения Онегина“» (Чайковский работал над этой оперой, и неожиданно её сюжет совпал с обстоятельствами личной жизни — Милюкова направила ему письмо, близкое по содержанию с письмом Татьяны к Онегину). Сам Соколов считал такую точку зрения ошибочной и указывал, например, что Милюкова была знакома с композитором ещё с 1872 года, а композитор был ещё и вхож в её семью. Познанский называл даже точную дату и место их знакомства — май 1872 года на квартире брата Антонины Александра Милюкова. Александр Познанский перечислял целый ряд причин брака: успокоить свою семью, подать пример для брата Модеста — активного гомосексуала, попечению которого был доверен подросток из состоятельной семьи (имеется в виду глухонемой Коля Конради, которого Модест воспитывал в качестве опекуна с 1882 года), мечта о домашнем уюте, желание прикрыть браком с недалёкой и покорной женщиной свои гомосексуальные связи. В доказательство последнего мотива Познанский приводит слова из письма композитора о том, что, по его мнению, главное достоинство будущей супруги — Милюкова влюблена в него «как кошка». Венчание состоялось в церкви Святого Георгия на Малой Никитской улице 6 июля (18 июля) 1877 года. Из всех многочисленных родственников композитора на церемонию был приглашён только брат Анатолий. Священником, совершившим обряд, стал хороший знакомый Чайковского протоиерей, действительный член Общества любителей древнерусского искусства и Московского археографического общества Дмитрий Разумовский.
Модест Чайковский отмечал, что, по выражению его брата, Антонина Милюкова «„поступала честно и искренно“, ни в чём сознательно не обманув его, и была причиной самого глубокого и сильного несчастья мужа „против желания и бессознательно“». В свою очередь сам композитор также поступал «честно, открыто, ни в чём не обманывая её». Оба они, заключив брак, «с ужасом увидели… что между ними лежит пропасть взаимного непонимания, ничем, никогда не пополнимая, — что поступали они до сих пор, как во сне, и против воли обманули друг друга во всём. Полный разрыв был единственным средством не только для дальнейшего благополучия обоих, но и для спасения жизни Петра Ильича». Другую точку зрения высказывала бывшая сотрудница Государственного мемориального музыкального музея-заповедника П. И. Чайковского в Клину Александра Орлова. Она утверждала, что Милюкова «страдала явным сексуальным психозом» и в подтверждение приводила факт её двенадцатилетнего пребывания и смерти в психиатрической лечебнице. Это же мнение высказывал и американский музыковед Роланд Джон Уайли. По его мнению, Чайковский сначала не воспринимал «её манеры как симптомы психического расстройства» и осознал эту проблему, только увидев, как Антонина говорила на вечере, устроенном Петром Юргенсоном. Британский музыковед Дэвид Браун, однако, так рассказывал о событиях на этом вечере: «Друзья Чайковского, естественно, интересовались Антониной, и Юргенсон устроил ужин в собственном доме, чтобы они могли с ней познакомиться. Ей, как и следовало ожидать, было не по себе, и её муж постоянно вмешивался в [её разговоры с друзьями], завершая то, что она, возможно, хотела сказать, но не решалась».
Советский краевед и биограф Владимир Холодковский дополнял семейную проблему другими, с его точки зрения, не менее важными причинами внутреннего кризиса композитора: острой критикой произведений Чайковского в российской прессе и необходимостью разрушить «жизненные обстоятельства» и порвать с «окружающей средой», чтобы получить свободу творчества. Такая ситуация, с точки зрения исследователя, уже была в жизни Чайковского в 1862—1863 годах, когда он отверг карьеру чиновника и выбрал сомнительную, с точки зрения общественного мнения, карьеру музыканта. Каждый раз эта ситуация требовала от композитора «огромной затраты жизненных сил».
Советский музыковед, старший научный сотрудник Академии искусствознания, председатель секции теории и критики Союза композиторов СССР Андрей Будяковский считал, что в 1873 году «помимо его [композитора] воли и желания, в сходных ситуациях, погибла молодая жизнь». Будяковский утверждал: «Некоторые имеющиеся материалы дают основание заключить,
что в жизни Чайковского [из-за этого] в конце 1873 года было тяжёлое нервное потрясение. К сожалению, установить его содержание более точно пока не удаётся». По мнению исследователя, Чайковский боялся, что, если он оттолкнёт Милюкову, трагедия может повториться. В то же время отсутствие общих интересов с супругой, общих тем для разговора действовало на композитора удручающе. В сентябре 1877
года Чайковский оказался на грани совершения уголовного преступления: «в безумной болезненной злобе он готов был задушить свою жену».
Кандидат искусствоведения, автор двухтомника, посвящённого жизни и творчеству композитора, Надежда Туманина считала, что попытка самоубийства связана с нервным заболеванием Чайковского. Оно, по её мнению, развивалось длительное время и закончилось кризисом. Кризис спровоцировал опрометчивый шаг — брак с Антониной Милюковой, «девушкой, оказавшейся недалёкой и неразвитой, с мещанскими вкусами, к тому же психически неуравновешенной, ускорил наступление кризиса». Приступы тоски в сочетании с пониманием «непоправимости происшедшего», по её мнению, вызвали попытку самоубийства и тяжёлое заболевание. Композитор оставил работу в Московской консерватории и выехал за границу. Там Чайковский стал поправляться. «Лекарством» для него стала работа над Четвёртой симфонией и оперой «Евгений Онегин». Окончательно он преодолел кризис только в феврале 1878 года. Близкой была позиция доктора искусствоведения, профессора Санкт-Петербургской государственной консерватории имени Н. А. Римского-Корсакова Екатерины Ручьевской. Она писала: «кризис назревал давно, изнутри и постепенно», «совершенно неверно было бы думать, что… [к кризису] привела одна лишь неудачная женитьба».
Выпускник исторического факультета Ленинградского государственного университета, сотрудник Йельского университета Александр Познанский трактовал причины предполагаемого самоубийства композитора в связи с его гомосексуальным влечением. По его мнению, духовный кризис следует датировать 1875—1877 годами (Познанский даже предполагал, что это был последний кризис подобного рода, но о предшествующих «мы ничего не знаем»). По мнению исследователя, до середины 1870-х годов Чайковский, «как это случается со многими людьми такого свойства, не допускал мысли о том, что его склонность непреодолима». Познанский так реконструировал ход мыслей композитора: «…я буду предаваться моему влечению, пока это возможно; когда же это потребуется прекратить категорически, я сделаю над собой усилие, отрешусь от своих привычек и заживу, как все остальные нормальные люди». В письмах этого периода композитор употребляет по отношению к своим сексуальным наклонностям слово «порок», но, с точки зрения исследователя, у него нет ощущения собственной греховности. Он не воспринимал их как аномалию. «Общественное мнение» Чайковский характеризовал как «разная презренная тварь» и не собирался обращать на него внимания. Александр Познанский делал следующий вывод о возможной реакции композитора на распространение слухов о его сексуальной ориентации: «Чайковский был душевно незащищённым, ранимым человеком и болезненно воспринимал происшествия подобного рода». Вместе с тем исследователь отрицал, что последствия могли иметь радикальный характер: «От этого, однако, очень далеко до утверждения, что нечто подобное могло довести его до самоубийства». В то же время композитора волновала позиция семьи, и в первую очередь активность отца, настаивавшего на вступлении сына в брак.

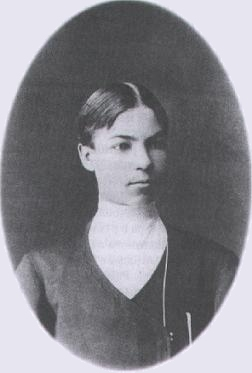
Алексей Софронов, II половина XIX века

Только во время недолгих супружеских отношений с Антониной Милюковой Чайковский осознал, что «принадлежит от природы к редко встречающемуся типу гомосексуала исключительного, и какая бы то ни была коллизия с женщиной для него невозможна». 26 июля Чайковский покинул супругу под предлогом лечения желудка в Ессентуках. Его сопровождал слуга Алексей Софронов. Проездом он остановился в Каменке в имении своих родственников Давыдовых и, находясь здесь, принял решение отказаться от продолжения поездки и одновременно не возвращаться в Москву. Познанский считал, что это неожиданное для близких решение было вызвано тем, что «он вернулся к своим „природным влечениям“, влюбившись в лакея-подростка Евстафия». На обратном пути он задержался в Киеве и три дня провёл со своим слугой — восемнадцатилетним Алексеем Софроновым, по выражению самого Чайковского, «чрезвычайно приятно».
Если супруга получала радость от совместной жизни, то композитор с течением времени после заключения брака погружался в состояние отчаяния. Он, по мнению Познанского, с опозданием стал осознавать сексуальную и психологическую несовместимость с Милюковой. Только теперь он стал понимать, что план укрепить своё общественное положение и стабильность личной жизни через вступление в брак провалился, больше того, возникла опасность не только разоблачения интимных устремлений самого композитора, но и позора его семьи. Он впал в состояние безнадёжности и мечтал вернуться к творческой работе и привычной устойчивой жизни.
В двухтомной биографии Чайковского Познанский обращал внимание на резкое изменение отношения композитора к Милюковой за короткий второй период совместной жизни (11—24 сентября). В письмах к братьям в это время первоначально он употреблял по отношению к супруге её имя «Антонина», затем — «эта дама», «супружница», впоследствии он перешёл к выражениям «известная особа», «существо женского пола, носящее моё имя» и, наконец, — «омерзительное творение природы», «мерзавка», «гадина» (именно так он будет называть её после 1877 года, «словно это её собственное имя»), «стерва». Познанский предполагал, что причиной должно было стать некое событие, связанное с изменением тактики и стратегии Антонины по отношению к мужу. С его точки зрения за время его отсутствия она решила, что Чайковскому пора приступать к выполнению своих супружеских обязанностей и стала активно использовать в борьбе за достижение этой цели «кокетство, всевозможные женские уловки, уговоры, требования», а в какой-то момент перешла к «решительному наступлению». Именно это и привело композитора в отчаяние, так как, с его точки зрения, Милюкова грубо нарушила соглашение «о „братской любви“, достигнутое в июле».
Доктор искусствоведения, профессор, пионер музыкотерапии Галина Побережная указывала, что в жизни и представлениях композитора женщина играла чрезвычайно важную роль. Она была олицетворением: А) материнского начала (исследовательница подчёркивала в доказательство большую роль колыбельных в творчестве Чайковского, например, в опере «Мазепа» колыбельная Марии обращена не к ребёнку, а к взрослому человеку — её возлюбленному) и Б) «сильной драматической личности» (в его операх женский образ «ведёт действие» или «служит его центром»). Побережная делала вывод «об особом интересе Чайковского к творчески одарённой женщине, активно, властно реализующей свой талант» — к «укротительнице». При этом Чайковский, по мнению Побережной, был лишён сексуального влечения к женщинам. Он не скрывал от Милюковой отсутствие влечения к ней и своего желания построить семейные отношения на рациональной основе. Милюкова к тому же не только не отличалась талантом, но и была равнодушна к музыке даже при наличии музыкального образования. Отношения с ней привели Чайковского, по мнению Побережной, к попытке самоубийства и тяжёлому и продолжительному нервному заболеванию. В то же время исследовательница утверждала, что кризис 1877 года разделил жизнь и творчество композитора на два разных периода, открыв время «гениальных» сочинений.

## Трактовки исследователями биографии композитора свидетельств о попытке самоубийства

### Исследователи, высказывавшие сомнение по отношению к версии Николая Кашкина
В мемуарах друга Чайковского архитектора Ивана Клименко «Пётр Ильич Чайковский. Краткий биографический очерк» отсутствует упоминание попытки самоубийства. Он подробно пересказал версию событий, принадлежащую Модесту Чайковскому. При этом Клименко писал, что хорошо знаком с Кашкиным и беседовал с ним по поводу обстоятельств смерти композитора. Ни словом не упоминала попытку самоубийства Екатерина Ручьевская, в своей биографии композитора посвятившая целую главу 1877 году. Полностью проигнорировала сообщение Кашкина советский музыковед Галина Прибегина в биографии композитора, изданной в 1983 году.
Обходил вопрос о самоубийстве музыковед и биограф Чайковского Иосиф Кунин, писавший в книге, вышедшей в серии «Жизнь замечательных людей» в 1958 году, о событиях в Москве: «Невыносимая тоска терзала его, смерть казалась избавлением, сознание начинало мутиться. Последним усилием воли он принудил себя 24 сентября уехать в Петербург». Советский музыковед Арнольд Альшванг в книге «П. И. Чайковский» (1970) подробно анализировал музыковедческие работы Кашкина о Чайковском, но полностью проигнорировал его рассказ о попытке самоубийства композитора. Краевед Лидия Конисская не считала возможным говорить об осуществлении композитором неудачной попытки самоубийства. В своей монографии о пребывании Чайковского в Санкт-Петербурге она упоминала об отчаянии, охватившем композитора в сентябре 1877 года, и о страстном стремлении к свободе и творчеству. Эти эмоции композитора она считала следствием неудачного брака. По её словам, Чайковский был лишь «близок к самоубийству». Близкие взгляды высказывала современный музыковед Ирина Охалова в книге 2015 года, основываясь на личной переписке композитора в июле 1877 года.
Хранитель рукописного фонда Чайковского в Доме-музее композитора в Клину, доктор искусствоведения Полина Вайдман назвала мемуары Кашкина в сборнике 1920 года «заведомо ложными воспоминаниями» и «романтическим мифом», писала, что неизвестны причины, заставившие Кашкина их сочинить, а Бориса Асафьева их опубликовать.
Александр Познанский в монографии «Чайковский в Петербурге» (2011) и двухтомной биографии композитора предлагал критически относиться к сообщению Кашкина и писал, что они страдают «явной хронологической путаницей и излишним драматизмом». Более того, он напоминал, что Кашкин никогда не относился к числу ближайших друзей композитора и что его сообщения часто не подтверждаются более авторитетными свидетельствами и документами. Он сопоставлял письмо Чайковского профессору Московской консерватории Константину Альбрехту из Кларана 25 октября (6 ноября) 1877 года («Если б я остался хоть ещё один день в Москве, то сошёл бы с ума или утопился бы в вонючих волнах всё-таки милой Москвы-реки») с воспоминаниями Кашкина и делал вывод, что некое событие действительно могло произойти, но важнее, с его точки зрения, существенное противоречие: в письме речь идёт о возможности утопиться в реке, а не о том, чтобы получить смертельную простуду от длительного пребывания в ней. Познанский обращал внимание на отчётливо иронический стиль письма и делал вывод, что «вся затея, как она описана у Кашкина, носит скорее литературный, нежели жизненный характер».
Александр Познанский писал, что временами композитора охватывало стремление к смерти, связанное с водой (например, навязчивое видение смерти в волнах реки: в увертюре «Гроза» героиня бросается в Волгу, в опере «Пиковая дама» Лиза тонет в Зимней канавке), но оно представляло собой лишь разбушевавшуюся фантазию творческого человека. С точки зрения исследователя, история «серьёзной нервной болезни была специально придумана самим Чайковским… дабы обрести повод уехать за границу».
В книге «Самоубийство Чайковского. Миф и реальность», изданной в 1993 году, и в книге «Смерть Чайковского. Легенды и факты» (2007) Александр Познанский писал, что сообщение Кашкина активно используют сторонники теории самоубийства композитора в 1893 году, указывая на расположенность композитора к подобным действиям. Опровергая эту точку зрения, исследователь писал, что при разрешении психологического кризиса большую роль играет импринтинг — уже имеющийся у человека психологический опыт. В 1877 году Чайковский ещё не знал, что отъезд за границу решит его проблемы, а в 1893 году при решении своих проблем он должен был бы опираться на этот положительный опыт. Типичным для Чайковского способом выхода из кризиса исследователь считал «бегство», а не «самоуничтожение». С точки зрения Познанского, события 1877 года указывают на модель поведения Чайковского в ситуации душевного кризиса — он стремился к максимальному одиночеству и нуждался в такой ситуации лишь в самых близких ему людях. Исходя из этой модели, Познанский отказывался верить, что осуждённый «судом правоведов» на самоубийство композитор мог весело проводить время в окружении молодых друзей. Также он указывал, что если в 1877 году, заходя в Москву-реку, композитор имел два варианта развития событий: тяжёлое заболевание или отсутствие сколько-нибудь значимого влияния холодной воды на организм, то, принимая яд в 1893 году, Чайковский обрекал бы себя на безусловную смерть. Познанский делал вывод: поступок Чайковского в 1877 году говорит не об одержимости идеей самоубийства, а о фатализме (готовности «сыграть в „русскую рулетку“»).
В этих книгах Познанский также отмечал, что в воспоминаниях Кашкина есть много сомнительных моментов. В частности, это повествование автора от первого лица: «Исследователям мемуарной литературы известно, что наименее достойны доверия именно те части воспоминаний, в которых мемуаристы стремятся воспроизвести прямую речь или повествование от первого лица». И это только в случае, если композитор был действительно настолько близок к Кашкину, чтобы доверить только ему и никому другому «столь интимное переживание». Столь же категоричен был Познанский в статье из сборника на английском языке «Чайковский и его мир» под редакцией доцента музыковедения в Индианском университете Лесли Кирни, вышедшего в 1998 году: «Вопреки распространённому мнению, у нас нет никаких фактических доказательств того, что Чайковский пытался покончить жизнь самоубийством после женитьбы, забравшись в ледяной холод Москвы-реки. Единственный источник этого мифа — недостоверные воспоминания Николая Кашкина, написанные более сорока лет спустя».

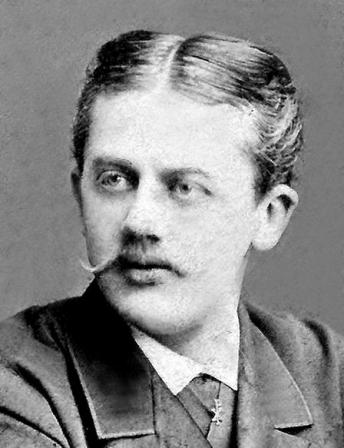
Анатолий Чайковский, до 1915

В двухтомной биографии Чайковского, вышедшей в 2009 году, Познанский, однако, охарактеризовал композитора в сентябре 1877 года как «обиженного ребёнка», который «хотел заболеть, чтобы умереть». То, о чём он размышлял, исследователь назвал «инфантильным жестом», а не «отчаянной решимостью человека, действительно желающего тем или иным способом свести счёты с жизнью». Познанский также предполагал, что и серьёзное расстройство психики, о котором писали Модест и Кашкин, было в действительности придумано Чайковским, чтобы получить предлог для отъезда за границу и материальную поддержку от Надежды фон Мекк. На самом деле же имел место истерический припадок, но подобные события происходили с композитором ещё с детства. Музыковед и композитор Валерий Соколов в монографии «Антонина Чайковская. История забытой жизни» (1994) даже предположил, что имел место заговор сразу трёх братьев Петра, Модеста и Анатолия, созревший ещё в августе 1877 года в Каменке, целью которого было оправдание отъезда композитора из Москвы в Санкт-Петербург без жены. С точки зрения музыковеда, Анатолий, невзлюбивший Милюкову с первой встречи, вероятно, делал акцент на их личной несовместимости, в то время, как Модест исходил из проблем физиологических. При этом Соколов утверждал, что план Чайковского, созревший ещё в 1876 году, включал две составные части, данный заговор он считал лишь второй частью. Первой же частью он называл осуществлённое во время венчания желание «показать окружающим, „что он такой же, как все“ и „заткнуть рот сплетникам“».
Соколов считал, что, исходя из текста воспоминаний Кашкина, следует датировать предполагаемую попытку самоубийства более коротким отрезком времени — между 17 и 24 сентября. Однако исследователь подчёркивал склонность мемуариста к преувеличениям и фантазированию, поэтому считать его свидетельство о попытке самоубийства «непреложной истиной» отказывался. В доказательство своей позиции он ссылался на полное отсутствие каких-либо других свидетельств этого события у современников. Соколов считал, что в действительности, видимо, «Чайковский выплеснул накопленные за несколько месяцев отрицательные эмоции на ещё ничего не подозревавшую супругу». С его точки зрения, возможны были два варианта: муж искал повод для острого конфликта, или Милюкова невольно спровоцировала супруга на него. С другой стороны, Соколов отказывался принимать и версию Модеста Чайковского о двухнедельном бессознательном состоянии, ссылаясь на наличие письма от 1 октября, в котором композитор вполне «сознателен».
Кандидат исторических и доктор философских наук Игорь Кон, а также доктор исторических наук Лев Клейн в своих размышлениях о браке Чайковского и Милюковой не игнорировали возможность самоубийства композитора. Клейн, например, ограничивался в характеристике состояния Чайковского в это время словом «истерика».

### Исследователи, доверявшие воспоминаниям Кашкина и принимавшие версию о попытке самоубийства
Академик Борис Асафьев, излагая историю взаимоотношений Чайковского и Милюковой, писал: «Отчаяние дошло до попытки самоубийства, до состояния, близкого к безумию. Он понял, что не мог жить, как все…».
Музыкальный критик Луи Бьянколли в книге «Чайковский и его оркестровая музыка» (1944) полностью принимал повествование Кашкина. В его изложении Милюкова вызывала у Чайковского одновременно «жалость и тревогу своими страстными признаниями в любви и столь же страстными угрозами самоубийства». Эта ситуация была настолько тяжёлой для Чайковского, «что он попытался покончить с собой, встав по шею ночью в ледяных водах Невы [так в тексте]». По мнению Бьянколли, Четвёртая симфония Чайковского «частично выросла из этого печального эпизода». Американский музыковед, специализирующийся на русской музыке и балете XIX века, Роланд Джон Уайли в книге «Чайковский», вышедшей в 2009 году, не выражал сомнений в достоверности сообщения Кашкина о данном событии, хотя и указывал, что это «единственный источник рассказа о попытке самоубийства Чайковского».
Кандидат искусствоведения, старший научный сотрудник сектора истории музыки Государственного института искусствознания Светлана Петухова высоко оценивала книгу Кашкина «Воспоминания о П. И. Чайковском», как и воспоминания о композиторе музыкального критика и композитора Германа Лароша. По её мнению, их воспоминания демонстрируют «явное стремление авторов создать законченный образ человека и композитора. Оба писателя отдавали себе отчёт, что именно от них требуется: материалы, где точки зрения и выводы профессионалов музыки и театра подкреплены фактической ценностью утверждений людей, близко общавшихся с Чайковским». Она отмечала «близость» Кашкина к Чайковскому. Советский музыковед Семён Шлифштейн также высоко оценивал «Воспоминания о П. И. Чайковском». Он называл их автора «живым свидетелем трудов и дней композитора», а отдельные фактологические ошибки Кашкина объяснял тем, что он писал по свежим следам, полагаясь на свою память и поэтому не сверяясь с документами.
Кандидат искусствоведения, заведующий кафедрой композиции и музыковедения Белорусской государственной консерватории Георгий Глущенко писал в книге о российском музыкальном деятеле, что композитор делился с Кашкиным «подробностями личной жизни», и в результате он оказался «чуть ли не единственным человеком, с которым Чайковский говорил» о женитьбе. Биограф композитора Владимир Холодковский писал о попытке самоубийства как о признанном факте биографии композитора. Так же воспринимал это известие доктор искусствоведения Юлий Кремлёв в монографии «Симфонии П. И. Чайковского» (1955).
Безоговорочно принимала на веру рассказ Кашкина музыковед, выпускница ленинградского Института истории искусств и филологического факультета Ленинградского государственного университета Александра Орлова. Предполагая, что Чайковский умер не от холеры, а в результате принятия яда, она писала о событиях сентября 1877 года: «Этот эпизод, рассказанный им самим, может дать ключ к событиям 1893 года». Другой горячий сторонник версии самоубийства Чайковского в 1893 году и «заговора правоведов», который, с его точки зрения, привёл к этой трагедии, британский профессор-музыковед Дэвид Браун так отзывался о версии Кашкина в своей книге «Чайковский. Человек и его музыка»: «Хотя он написал это от первого лица, и к его буквальной точности следует относиться осторожно, нет никаких оснований сомневаться в правдивости того, что он написал». Браун считал, что две первые части Четвёртой симфонии композитора были задуманы композитором именно в ходе душевного кризиса. С точки зрения Брауна, эти две части входят в число величайших произведений Чайковского. Музыковед писал: «обе части неизгладимо отмечены элементами его собственного опыта в эти мрачные месяцы».
Никаких сомнений в достоверности свидетельств Кашкина не испытывал композитор и российский музыковед, кандидат искусствоведения Леонид Сидельников. В своей биографии композитора, вышедшей в 1992 году, он так описывал попытку самоубийства: «…поздно вечером, никем не замеченный, он [Чайковский] вышел из дома, находящегося на Кудринской площади Садового кольца, и пошёл в сторону Москвы-реки, протекавшей метрах в пятистах от его жилища. Почти бессознательно он вошёл по пояс в ледяную воду». Рассказывает о попытке самоубийства композитора как о реальном событии его жизни психиатр Зинаида Агеева в книге «Чайковский. Гений и страдание» (2019). Она кратко пересказывала версию Кашкина в изложении документально-публицистической книги Нины Берберовой («дома его встретила жена, которой он сказал, что ловил рыбу с рыбаками и упал в воду»).
Андрей Будяковский не сомневался в реальности описанной Кашкиным ситуации и в доказательство в книге «Жизнь Петра Ильича Чайковского» (2003) приводил мало известный факт. На рукописи эскизов Четвертой симфонии Чайковский написал: «В случае моей смерти поручаю передать эту тетрадь Н. Ф. фон Мекк». Будяковский указывал, что в столице в 1877 году ходили слухи о сумасшествии Чайковского, некоторые газеты даже напечатали опровержение этих сплетен.

## Сцена попытки самоубийства композитора в культуре

### Публицистика и художественная литература
В книге русской писательницы Нины Берберовой «Чайковский», вышедшей в эмиграции в 1937 году, находится подробное описание неудачной попытки самоубийства композитора. Она добавила в повествование отсутствующие у Кашкина или даже противоречащие ему детали: «Хлещет дождь… На том берегу огни, где-то дребезжит извозчичья пролётка». После неудачного самоубийства Чайковский у Берберовой возвращается к Милюковой, и «Антонина Ивановна велела Алёше раздеть его и уложить в постель». В книге писательницы Чайковский заболевает, «но к утру жар спал, даже доктора звать не пришлось». Не сомневался в попытке самоубийства композитора и музыкальный публицист Соломон Волков. В 1990 году была опубликована книга инженера-кораблестроителя по образованию, посвятившего большую часть жизни работе над биографиями русских музыкантов, Бориса Никитина «Чайковский. Старое и новое». Повествование в книге начинается с главы «Потрясение», в которой он описывает события 1877 года. Публицист датировал попытку самоубийства 15—20 сентября и в её описании опирался на воспоминания Кашкина. Это событие он считал ключевым в творчестве композитора, разделяя его на две эпохи — до и после внутреннего кризиса 1877 года: «В одной из них он стал драматургом чужой жизни и певцом красоты, продолжая писать оперы, балеты, романсы, концерты, сюиты, в которые тоже вкладывал свою душу и возделывал их с большой любовью. Во второй же он творил свою собственную драму. Сюда вошло всё самое сокровенное».

### В художественном кинематографе

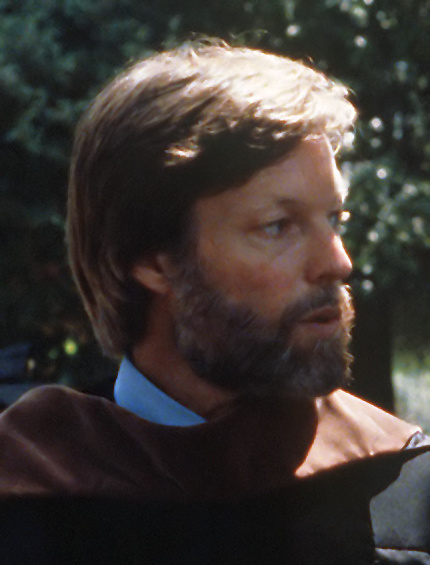
Ричард Чемберлен в 1982 году

В 1969 году на Московской ордена Ленина киностудии «Мосфильм» были завершены съёмки двухсерийного широкоформатного художественного фильма «Чайковский», поставленного режиссёром Игорем Таланкиным. Премьера фильма состоялась 31 августа 1970 года. В финале первой серии поздним вечером изрядно пьяный Чайковский (Иннокентий Смоктуновский) преследует таинственную карету без кучера на окраине Москвы. Карета приводит его к небольшому деревянному мосту. Композитор спускается к воде у его также деревянных опор и входит в неё по грудь. По мосту бежит на помощь хозяину верный слуга Алексей Софронов (Евгений Леонов). Слуга приводит теряющего силы Чайковского на квартиру к Николаю Рубинштейну, шепча: «Ах, как не хорошо! Бог-то осудит!», «Не доглядел я, дурак!» Из внутренних комнат выходит в домашнем халате Рубинштейн (Владислав Стржельчик). Чайковский падает ему на руки со словами: «Туда [торжественный приём в честь композитора, на котором присутствует Антонина Милюкова] я не пойду!» Рубинштейн говорит, обращаясь к Софронову: «Беги за доктором!». Американский музыкальный критик Чарльз П. Митчелл посвятил анализу фильмов о П. И. Чайковском, снятых к началу XXI века, одну из глав своей книги «Великие композиторы, запечатлённые в фильмах с 1913 по 2002 год». Показ отношений Чайковского с его супругой и интерпретацию образа Милюковой как флиртующей кокетки в советском фильме «Чайковский» он даже называл гениальными и счёл кульминацией фильма, но саму сцену попытки самоубийства, которая входит именно в этот эпизод, он не анализировал.
В фильме британского режиссёра Кена Рассела «Любители музыки» (англ. «The Music Lovers», 1971) роль Чайковского исполнил Ричард Чемберлен. Сам режиссёр рассказывал: «„Любители музыки“ посвящены не столько человеку, сколько идее о разрушительном влиянии фантазии на жизни людей. Как и большинство художников, Чайковский умел сублимировать личные проблемы в своём искусстве… Чайковский вложил все свои проблемы в музыку и думал, что они исчезнут, и всё будет решено. Это… уничтожило людей, с которыми он сталкивался, таких как его сестра и Нина [Антонина Милюкова — супруга композитора], потому что они были настоящими, и их проблемы были реальными. Для них не было спасения от [его] музыкальных мечтаний». Автор статьи о фильме в сборнике «Чайковский и его современники» (англ. «Tchaikovsky and His Contemporaries», 1999) Джеймс Круконес писал: «„Любители музыки“ больше говорят о Кене Расселе, чем про Петра Ильича Чайковского, фильм не столько старается воссоздать историю, сколько переосмыслить её, причём весьма субъективно».
В одной из сцен фильма композитор входит в реку вблизи Каменного моста (в фильме он короткий и невысокий). Чайковский кажется растерянным, так как вода едва достигает ему колен, хотя он находится почти в середине реки. Он ещё больше теряется, когда на берегу реки появляется очаровательная молодая женщина, выгуливающая маленькую собачку. Женщина с улыбкой смотрит в направлении композитора, и Чайковский, смутившись под её взглядом, начинает выбираться на берег. Сцена снята без единого слова. Её сопровождает звучание Струнного квартета № 3 ми-бемоль минор, который был написан Чайковским в феврале 1876 года и посвящён памяти чешского скрипача Фердинанда Лауба, скончавшегося незадолго до этого. Российский кинокритик Алексей Гусев писал об этом фильме: «„Любители музыки“ кажутся возмутительной (или очаровательно своевольной) пародией на подлинную биографию Чайковского всем, кто с ней незнаком. Именно самые вопиющие моменты фильма, в которых Рассел ради красного словца, кажется, жертвует элементарными приличиями, — по меньшей мере, точное обобщение реальных, задокументированных фактов». Сцену попытки самоубийства критик описывает так:

Чайковский собирается покончить с собой и бросается [в фильме он входит в реку шагом] в пруд (в фильме река, а не пруд), воды же оказывается по колено, и герой торчит там на виду у всех, жалок, нелеп и унижен, — этот эпизод читается как яркая метафора, бесстыдно броская символика. Пока не наткнёшься на детальное, один-в-один, описание расселовской мизансцены в дневнике самого композитора [в дневниках Чайковского этой сцены нет].— Алексей Гусев. Кино Кена